# Andreas Bieler
Andreas Bieler (* 22. April 1967 in Stuttgart) ist ein deutscher Politikwissenschaftler.

## Leben
Bieler absolvierte in den Jahren 1993/1994 ein Master-Studium in European Politics and Policy an der University of Manchester. Im Anschluss promovierte er mit einer Arbeit über Österreichs und Schwedens Weg in die Europäische Integration. Von 1998 bis 2001 war er an verschiedenen Hochschulen als Lecturer tätig. Bieler ist Professor für Politische Ökonomie und Fellow am Centre for the Study of Social and Global Justice an der School of Politics and International Relations der University of Nottingham.
Zu Bielers Arbeitsschwerpunkten gehören die Internationale Politische Ökonomie und die Europäische Integration. Er arbeitet häufig mit Adam David Morton zusammen. Beide sind Vertreter des Neogramscianismus.

## Schriften (Auswahl)
- Fighting for Water: Resisting Privatization in Europe. London: Zed Books/Bloomsbury 2021.
- mit Adam David Morton: Global Capitalism, Global War, Global Crisis, Cambridge University Press, 2018, ISBN 978-1-1086-6608-4.
- als Hrsg. mit Adam David Morton: Images of Gramsci: connections and contentions in political theory and international relations. Routledge, London 2006.
- The Struggle for a Social Europe: Trade unions and EMU in times of global restructuring. Manchester: Manchester University Press, 2006, ISBN 0-7190-7252-2.
- mit Adam David Morton (Hrsg.): Social Forces in the Making of the ‘New Europe’: the restructuring of European social relations in the global political economy. Basingstoke: Palgrave, 2001, ISBN 0-333-91321-3.
- Globalisation and Enlargement of the European Union: Austrian and Swedish Social Forces in the Struggle over Membership. London/New York: Routledge, 2000, ISBN 0-415-21312-6.